# Carlat
Carlat – miejscowość i gmina we Francji, w regionie Owernia-Rodan-Alpy, w departamencie Cantal.
Według danych na rok 1990 gminę zamieszkiwało 306 osób, a gęstość zaludnienia wynosiła 15 osób/km² (wśród 1310 gmin Owernii Carlat plasuje się na 550. miejscu pod względem liczby ludności, natomiast pod względem powierzchni na miejscu 441.).